# Liga Futsal Pro 2025
La Primera División Futsal Pro 2025 y por razones de patrocinio  Joma Futsal Pro FPF 2025 será vigésima segunda edición de la Primera División de futsal de Perú organizada por la Federación Peruana de Fútbol (FPF). Siendo esta la séptima temporada con la denominación de Liga Futsal Pro
Similar a la edición anterior el torneo contará con la participación de 10 equipos, entre los cuales se encuentra al vigente campeón de la competencia Universitario de Deportes y los históricos Primero de Mayo y Panta Walon. Asimismo, al igual que la temporada anterior, el campeón de este torneo obtendrá un cupo para la próxima Copa Libertadores de Futsal 2026

## Sistema de competición
A diferencia con ediciones anteriores, esta temporada constará de 2 etapas:

### Primera Etapa
Se llevará con un formato de todos contra todos en una sola rueda, donde los 5 mejores equipos serán ubicados en la Liguilla A, donde buscarán el título en la siguiente etapa, mientras que los equipos restantes lucharán por la permanencia en la Liguilla B. Esta etapa se llevarán a partir del 5 de julio.

### Segunda Etapa
Tanto la Liguilla A y la Liguilla B contará con un total de 10 fechas (todos contra todos, ida y vuelta), ambas liguillas tendrán como objetivo definir el título nacional como el descenso respectivamente.

### Final
El campeón se definirá a partido único entre el ganador de la primera etapa y el ganador de la Liguilla A. Este partido se ejecutará en caso sean distintos equipos, caso contrario será campeón automáticamente el ganador de dichas etapas y obtendrá la clasificación a Copa Libertadores de Futsal 2026.

## Ascensos y descensos
| Pos. | Descendido de la Liga Futsal Pro 2024 |
| ---- | ------------------------------------- |
| 10.º | Señor de los Milagros                 |
| Des. | Cabitos Futsal                        |

| Pos. | Ascendido de la Liga de Ascenso 2024 |
| ---- | ------------------------------------ |
| 1.°  | UNMSM                                |
| 2.°  | Marañon FC                           |

## Equipos participantes
Un total de 10 equipos serán participantes en esta temporada, siendo 2 pertenecientes a la Provincia del Callao y 8 provenientes de Lima Metropolitana.
| Distrito                   | N.º | Equipos                             | Mapa |
| -------------------------- | --- | ----------------------------------- | --- |
| Cercado de Lima            | 3   | Palermo FC, Primero de Mayo y UNMSM | · Universitario · Panta Walon AFA Rímac Hermanos Rey Marañon FC ADEBAMI Santa María Equipos de · Cercado de Lima: · Palermo FC · Primero de Mayo · UNMSM |
| Bellavista                 | 1   | Panta Walon                         | · Universitario · Panta Walon AFA Rímac Hermanos Rey Marañon FC ADEBAMI Santa María Equipos de · Cercado de Lima: · Palermo FC · Primero de Mayo · UNMSM |
| Breña                      | 1   | Universitario                       | · Universitario · Panta Walon AFA Rímac Hermanos Rey Marañon FC ADEBAMI Santa María Equipos de · Cercado de Lima: · Palermo FC · Primero de Mayo · UNMSM |
| Carmen de La Legua-Reynoso | 1   | ADEBAMI                             | · Universitario · Panta Walon AFA Rímac Hermanos Rey Marañon FC ADEBAMI Santa María Equipos de · Cercado de Lima: · Palermo FC · Primero de Mayo · UNMSM |
| Los Olivos                 | 1   | Marañon FC                          | · Universitario · Panta Walon AFA Rímac Hermanos Rey Marañon FC ADEBAMI Santa María Equipos de · Cercado de Lima: · Palermo FC · Primero de Mayo · UNMSM |
| Rímac                      | 1   | AFA Rímac                           | · Universitario · Panta Walon AFA Rímac Hermanos Rey Marañon FC ADEBAMI Santa María Equipos de · Cercado de Lima: · Palermo FC · Primero de Mayo · UNMSM |
| San Martín de Porres       | 1   | Hermanos Rey Refriare               | · Universitario · Panta Walon AFA Rímac Hermanos Rey Marañon FC ADEBAMI Santa María Equipos de · Cercado de Lima: · Palermo FC · Primero de Mayo · UNMSM |
| Santa Anita                | 1   | Santa María                         | · Universitario · Panta Walon AFA Rímac Hermanos Rey Marañon FC ADEBAMI Santa María Equipos de · Cercado de Lima: · Palermo FC · Primero de Mayo · UNMSM |

## Primera Etapa
Esta etapa arrancó el 5 de julio del 2025.
| Pos. | Equipo                    | Pts. | PJ | G | E | P | GF | GC | Dif. | Clasificación      |
| ---- | ------------------------- | ---- | -- | - | - | - | -- | -- | ---- | ------------------ |
| 1    | Panta Walon               | 21   | 7  | 7 | 0 | 0 | 58 | 9  | +49  | Final y Liguilla A |
| 2    | AFA Rímac                 | 19   | 7  | 6 | 1 | 0 | 36 | 10 | +26  | Liguilla A         |
| 3    | Universitario de Deportes | 16   | 7  | 5 | 1 | 1 | 32 | 13 | +19  | Liguilla A         |
| 4    | Hermanos Rey              | 10   | 7  | 3 | 1 | 3 | 24 | 18 | +6   | Liguilla A         |
| 5    | ADEBAMI                   | 10   | 7  | 3 | 1 | 3 | 24 | 30 | −6   | Liguilla A         |
| 6    | Primero de Mayo           | 8    | 7  | 2 | 2 | 3 | 15 | 25 | −10  | Liguilla B         |
| 7    | UNMSM                     | 6    | 7  | 1 | 3 | 3 | 16 | 21 | −5   | Liguilla B         |
| 8    | Santa María               | 5    | 7  | 1 | 2 | 4 | 18 | 38 | −20  | Liguilla B         |
| 9    | Marañon FC                | 4    | 7  | 1 | 1 | 5 | 12 | 37 | −25  | Liguilla B         |
| 10   | Palermo FC                | 0    | 7  | 0 | 0 | 7 | 11 | 45 | −34  | Liguilla B         |

Actualizado a los partidos jugados el 16 de agosto de 2025.
 Fuente: FPF
Criterios de clasificación: Puntos · Diferencia de goles · Goles a favor

### Evolución de clasificación
| Equipo / Fecha  | 1  | 2  | 3  | 4  | 5  | 6  | 7  | 8  | 9 |
| --------------- | -- | -- | -- | -- | -- | -- | -- | -- | - |
| Panta Walon     | 3  | 1  | 1  | 1  | 1  | 1  | 1  |    |   |
| AFA Rímac       | 1  | 3  | 3  | 3  | 2  | 2  | 2  |    |   |
| Universitario   | 2  | 2  | 2  | 2  | 3  | 3  | 3  |    |   |
| Hermanos Rey    | 8  | 9  | 6  | 7  | 5  | 4  | 4  |    |   |
| ADEBAMI         | 9  | 7  | 4  | 6  | 8  | 5  | 5  |    |   |
| Primero de Mayo | 4  | 4  | 5  | 4  | 4  | 6  | 6  |    |   |
| UNMSM           | 6  | 5  | 7  | 8  | 6  | 7  | 7  |    |   |
| Santa María     | 7  | 6  | 8  | 5  | 7  | 8  | 8  |    |   |
| Marañon FC      | 5  | 8  | 9  | 9  | 9  | 9  | 9  |    |   |
| Palermo FC      | 10 | 10 | 10 | 10 | 10 | 10 | 10 | 10 |   |

### Resultados
- La hora de cada encuentro corresponde al huso horario que rige a Perú (UTC-5).

| Fecha 1     | Fecha 1   | Fecha 1            | Fecha 1                   | Fecha 1    | Fecha 1 | Fecha 1        |
| Local       | Resultado | Visitante          | Recinto                   | Fecha      | Hora    | Transmisión    |
| ----------- | --------- | ------------------ | ------------------------- | ---------- | ------- | -------------- |
| UNMSM       | 2 – 2     | Deportivo Marañon  | CFD Angamos de Ventanilla | 5 de julio | 15:00   | DyJ Sports FPF |
| Santa María | 2 – 3     | 1.º de Mayo        | CFD Angamos de Ventanilla | 5 de julio | 16:15   | DyJ Sports FPF |
| Palermo FC  | 2 – 9     | AFA Rímac          | CFD Angamos de Ventanilla | 5 de julio | 17:30   | DyJ Sports FPF |
| ADEBAMI     | 0 – 5     | Universitario      | CFD Angamos de Ventanilla | 5 de julio | 18:45   | DyJ Sports FPF |
| Panta Walon | 2 – 0     | Academia Refriaire | CFD Angamos de Ventanilla | 5 de julio | 20:00   | DyJ Sports FPF |

| Fecha 2            | Fecha 2   | Fecha 2     | Fecha 2                   | Fecha 2     | Fecha 2 | Fecha 2        |
| Local              | Resultado | Visitante   | Recinto                   | Fecha       | Hora    | Transmisión    |
| ------------------ | --------- | ----------- | ------------------------- | ----------- | ------- | -------------- |
| Academia Refriaire | 1 – 3     | AFA Rímac   | CFD Angamos de Ventanilla | 9 de julio  | 18:30   | DyJ Sports FPF |
| Universitario      | 8 – 1     | Palermo FC  | CFD Angamos de Ventanilla | 9 de julio  | 19:45   | DyJ Sports FPF |
| Santa María        | 3 – 3     | ADEBAMI     | CFD Angamos de Ventanilla | 11 de julio | 18:30   | DyJ Sports     |
| Deportivo Marañon  | 2 – 12    | Panta Walon | CFD Angamos de Ventanilla | 11 de julio | 19:45   | DyJ Sports     |
| 1.º de Mayo        | 1 – 1     | UNMSM       | CFD Angamos de Ventanilla | 11 de julio | 21:00   | DyJ Sports     |

| Fecha 3           | Fecha 3   | Fecha 3            | Fecha 3                   | Fecha 3     | Fecha 3 | Fecha 3        |
| Local             | Resultado | Visitante          | Recinto                   | Fecha       | Hora    | Transmisión    |
| ----------------- | --------- | ------------------ | ------------------------- | ----------- | ------- | -------------- |
| Deportivo Marañon | 0 – 6     | Universitario      | CFD Angamos de Ventanilla | 16 de julio | 18:30   | DyJ Sports FPF |
| 1.º de Mayo       | 1 – 10    | Panta Walon        | CFD Angamos de Ventanilla | 16 de julio | 19:45   | DyJ Sports FPF |
| ADEBAMI           | 8 – 2     | Palermo FC         | CFD Angamos de Ventanilla | 19 de julio | 15:00   | DyJ Sports FPF |
| Santa María       | 2 – 5     | Academia Refriaire | CFD Angamos de Ventanilla | 19 de julio | 16:15   | DyJ Sports FPF |
| UNMSM             | 0 – 5     | AFA Rímac          | CFD Angamos de Ventanilla | 19 de julio | 17:30   | DyJ Sports FPF |

| Fecha 4            | Fecha 4   | Fecha 4           | Fecha 4                   | Fecha 4     | Fecha 4 | Fecha 4        |
| Local              | Resultado | Visitante         | Recinto                   | Fecha       | Hora    | Transmisión    |
| ------------------ | --------- | ----------------- | ------------------------- | ----------- | ------- | -------------- |
| AFA Rímac          | 4 – 2     | Deportivo Marañon | CFD Angamos de Ventanilla | 23 de julio | 18:30   | DyJ Sports FPF |
| Panta Walon        | 6 – 3     | UNMSM             | CFD Angamos de Ventanilla | 23 de julio | 19:45   | DyJ Sports FPF |
| Palermo FC         | 3 – 8     | Santa María       | CFD Angamos de Ventanilla | 25 de julio | 18:30   | DyJ Sports FPF |
| ADEBAMI            | 3 – 4     | 1.º de Mayo       | CFD Angamos de Ventanilla | 25 de julio | 19:45   | DyJ Sports FPF |
| Academia Refriaire | 3 – 5     | Universitario     | CFD Angamos de Ventanilla | 25 de julio | 21:00   | DyJ Sports FPF |

| Fecha 5            | Fecha 5   | Fecha 5           | Fecha 5                   | Fecha 5     | Fecha 5 | Fecha 5        |
| Local              | Resultado | Visitante         | Recinto                   | Fecha       | Hora    | Transmisión    |
| ------------------ | --------- | ----------------- | ------------------------- | ----------- | ------- | -------------- |
| AFA Rímac          | 9 – 1     | Santa María       | CFD Angamos de Ventanilla | 2 de agosto | 15:00   | DyJ Sports FPF |
| Palermo FC         | 0 – 4     | UNMSM             | CFD Angamos de Ventanilla | 2 de agosto | 16:15   | DyJ Sports FPF |
| 1.º de Mayo        | 2 – 3     | Universitario     | CFD Angamos de Ventanilla | 2 de agosto | 17:30   | DyJ Sports FPF |
| Academia Refriaire | 7 – 2     | Deportivo Marañon | CFD Angamos de Ventanilla | 2 de agosto | 18:45   | DyJ Sports FPF |
| Panta Walon        | 10 – 0    | ADEBAMI           | CFD Angamos de Ventanilla | 2 de agosto | 20:00   | DyJ Sports FPF |

| Fecha 6     | Fecha 6   | Fecha 6            | Fecha 6                   | Fecha 6     | Fecha 6 | Fecha 6        |
| Local       | Resultado | Visitante          | Recinto                   | Fecha       | Hora    | Transmisión    |
| ----------- | --------- | ------------------ | ------------------------- | ----------- | ------- | -------------- |
| UNMSM       | 2 – 2     | Santa María        | CFD Angamos de Ventanilla | 6 de agosto | 18:30   | DyJ Sports FPF |
| 1.º de Mayo | 2 – 4     | AFA Rímac          | CFD Angamos de Ventanilla | 6 de agosto | 19:45   | DyJ Sports FPF |
| Palermo FC  | 2 – 6     | Academia Refriaire | CFD Angamos de Ventanilla | 9 de agosto | 15:00   | DyJ Sports     |
| ADEBAMI     | 5 – 2     | Deportivo Marañon  | CFD Angamos de Ventanilla | 9 de agosto | 16:15   | DyJ Sports     |
| Panta Walon | 5 – 3     | Universitario      | CFD Angamos de Ventanilla | 9 de agosto | 17:30   | DyJ Sports     |

| Fecha 7            | Fecha 7   | Fecha 7     | Fecha 7                   | Fecha 7      | Fecha 7 | Fecha 7     |
| Local              | Resultado | Visitante   | Recinto                   | Fecha        | Hora    | Transmisión |
| ------------------ | --------- | ----------- | ------------------------- | ------------ | ------- | ----------- |
| Deportivo Marañon  | 2 – 1     | Palermo FC  | CFD Angamos de Ventanilla | 13 de agosto | 18:30   | DyJ Sports  |
| Santa María        | 0 – 13    | Panta Walon | CFD Angamos de Ventanilla | 13 de agosto | 19:45   | DyJ Sports  |
| UNMSM              | 4 – 5     | ADEBAMI     | CFD Angamos de Ventanilla | 16 de agosto | 15:00   | DyJ Sports  |
| Academia Refriaire | 2 – 2     | 1.º de Mayo | CFD Angamos de Ventanilla | 16 de agosto | 16:15   | DyJ Sports  |
| Universitario      | 2 – 2     | AFA Rímac   | CFD Angamos de Ventanilla | 16 de agosto | 17:30   | DyJ Sports  |